# Arbusts i pastures xeròfites de Masai
Aquesta ecoregió es troba al nord de Kenya i inclou una barreja de desert, bosc de sabana, aiguamoll i boscos. És coneguda per la seva història cultural i les seves espècies fòssils, inclosos els primers homínids Homo habilis i Homo erectus, així com per una tortuga gegant i un cocodril gegant. Les espècies actuals trobades en aquesta ecoregió inclouen tres espècies d'amfibis endèmiques i una tortuga endèmica associada al llac Turkana. A les zones més seques es crien diverses espècies de mamífers grans com el guepard, el lleó, l'elefant, l'òrix beisa, la zebra de Grevy i la girafa reticulada. La sequera i el pasturatge han tingut un impacte substancial sobre els hàbitats de la zona, alguns dels quals s'han reduït a un estat desèrtic, i s'ha reduït molt la població de molts dels grans mamífers. El rinoceront negre (Diceros bicornis) s'ha extirpat de l'ecoregió.
Inclou les terres baixes al voltant del llac Turkana i el desert de Chalbi a l'est del llac.

## Protecció
A l'interior de l'ecoregió està en vigor la protecció proporcionada a tres àrees agrupades amb el nom de Parcs Nacionals del llac Turkana.

## Ecoregions veïnes

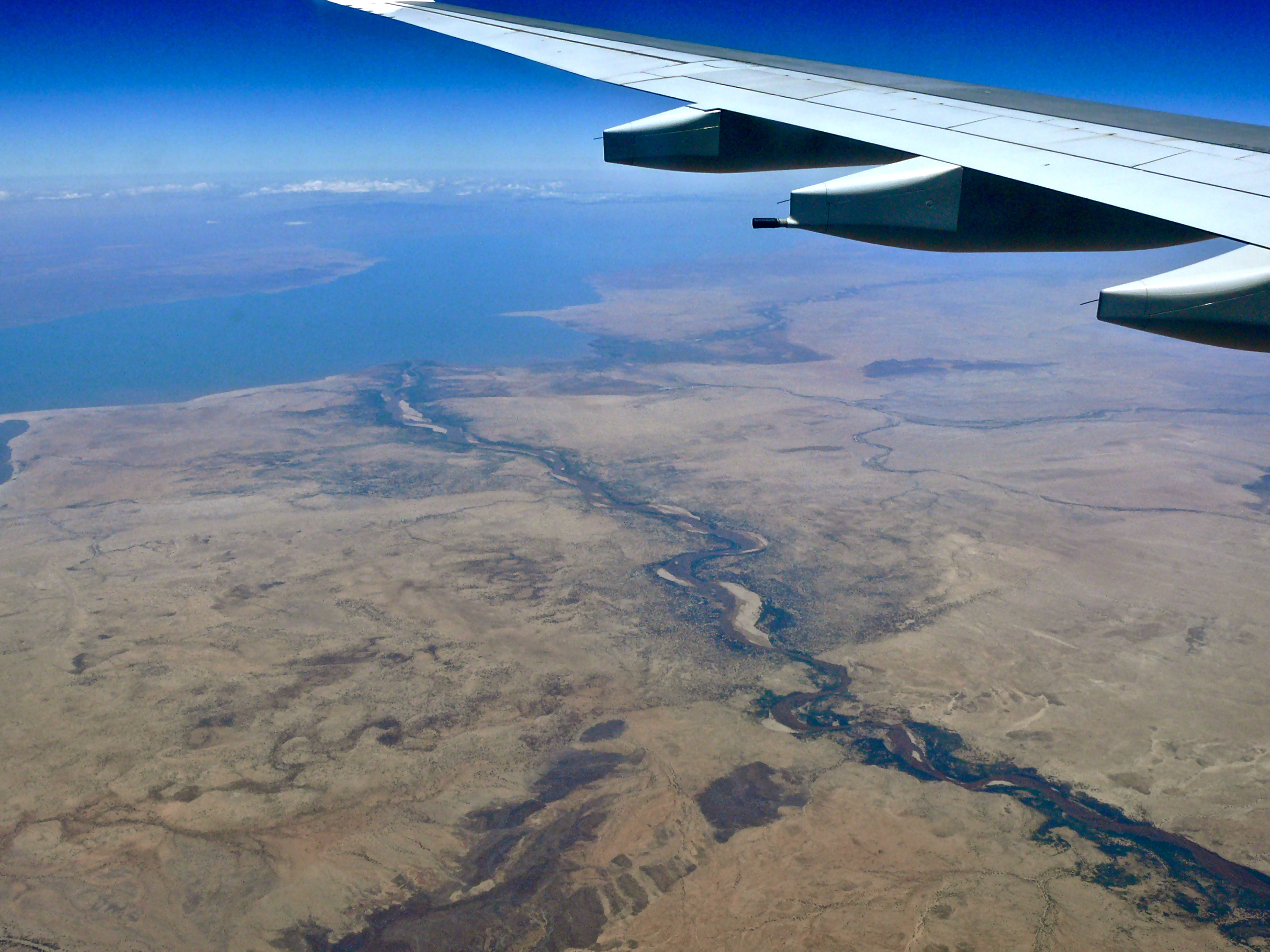
Riu Turkwel en llur desembocament al llac Turkana

Aquesta ecoregió està compresa entre Arbusts i matolls Somalis d'Acacia i Commiphora pel nord i l'est, i Boscs septentrionals d'arbusts i matolls d'Acacia-Commiphora per sud i oest.